# Entalophora rogickiana
Entalophora rogickiana är en mossdjursart som beskrevs av Androsova 1968. Entalophora rogickiana ingår i släktet Entalophora och familjen Entalophoridae. Inga underarter finns listade i Catalogue of Life.